# Ducat de Santángelo
El Ducat de Santángelo és un títol nobiliari espanyol creat el 10 de març de 1497 pels Reis Catòlics, Ferran II d'Aragó i V de Castella i Isabel I de Castella, a favor de Gonzalo Fernández de Córdoba, anomenat el Gran Capità, que, al comandament de les tropes espanyoles, va conquistar el regne de Nàpols enfront de les tropes franceses de Luis XII de França.
Fernández de Còrdova va ser virrei de Nàpols, on va governar com a autèntic sobirà, sent sempre fidel als seus reis Fernando i Isabel, els qui li van atorgar títols i senyorius, no solament a Nàpols sinó també a Còrdova.
El ducat de Santángelo, atorgat en 1497, va ser el primer que li van concedir els Reis Catòlics, ja que posteriorment, en 1502 li van concedir el Ducat de Terranova i en 1507 els ducats de Andría, de Sessa i també el de Montalto.
Gonzalo Fernández de Còrdova era fill de Pedro Fernández de Còrdova, Ric-home de Castella, V senyor d'Aguilar de la Frontera, VIII senyor de la Casa de Còrdova, VII senyor de Cañete de les Torres, senyor de Paterna, de Montilla, de Lluitis etc., que havia casat amb la seva cosina Elvira d'Herrera, neta d'Alfonso Enríquez, Almirall major de Castella, senyor de Medina de Riu Sec.
El títol va caure en desús, fins que, el 1918, va ser rehabilitat per Alfonso XIII a favor de María de la Solitud Osorio de Moscoso i Reynoso.

## Ducs de Santángelo
| Titular                                        | Període                                             |                            |
| Creació pels Reis Catòlics                     | Creació pels Reis Catòlics                          | Creació pels Reis Catòlics |
| ---------------------------------------------- | --------------------------------------------------- | -------------------------- |
| I                                              | Gonzalo Fernández de Còrdova                        | 1497-1515                  |
| II                                             | Elvira Fernández de Còrdova i Manrique              | 1515-1524                  |
| III                                            | Gonzalo Fernández de Còrdova i Fernández de Còrdova | 1524-                      |
| Rehabilitació per Alfonso XIII                 |                                                     |                            |
| IV                                             | María de la Solitud Osorio de Moscoso i Reynoso     | 1918-1975                  |
| Luis María Gonzaga de Casanova-Cárdenas i Baró | 1980-actual titular                                 |                            |

## Història dels ducs de Santángelo
- Gonzalo Fernández de Còrdova (1452/53-1515), I Duc de Santángelo, I Duc de Terranova, I Duc de Sessa, I Duca d'Andria, I Duc de Montalto, I Duc de Torremaggiore, I marqué de Bitonto, I Príncep de Jaffa, I Príncep de Venosa, I Príncep de Squillace etc. Virrei de Nàpols, Capità General dels exèrcits castellà-aragonesos a Nàpols.

1. Va casar, en primeres núpcies amb la seva cosina Isabel de Sotomayor, amb la qual no va tenir descendents.
2. En segones núpcies, va casar amb María Manrique, amb qui va tenir a la seva filla i successora:

- Elvira Fernández de Còrdova i Manrique (?-1524), II duquessa de Santángelo, II duquessa de Sessa, II de Andria, II de Terranova etc.

1. Va casar amb Luis Fernández de Còrdova, IV comte de Cabra, IV vescomte de Iznájar. Li va succeir el seu fill:

- Gonzalo Fernández de Còrdova (1520-1578), III duc de Santángelo III duc de Sessa, III duc de Terranova, III duc d'Andria, V comte de Cabra, V vescomte de Iznájar, I duc de Baena. Aquest duc, va haver de vendre totes les seves possessions sent el ducat de Andria l'últim que va vendre, concretament el 1552 a Fabricio Carafa, comte de Rufo.

Amb el producte de les vendes dels seus estats napolitans, es va radicar a Castella amb l'únic títol que va conservar per a la seva família, que va ser el ducat de Sessa, encara que sense estat. Aquest títol va ser reconegut sempre com a títol de Castella.
1. Va casar amb María Sarment de Mendoza, filla de Francisco dels Cobos i de María de Mendoza i Pimentel, VII comtessa de Rivadavia, amb la qual no va haver-hi successió.

El ducat de Santángelo va caure en l'oblit i en desús durant més de tres-cents anys, fins que en 1918, María de la Solitud Osorio de Moscoso i Reynoso, sol·licita la seva rehabilitació al rei Alfonso XIII, concedint-li com a títol del regne amb Grandesa d'Espanya, per la qual cosa va passar a ser la IV duquessa de Santángelo.
- María de la Solitud Osorio de Moscoso i Reynoso (1901-1975), IV duquessa de Santángelo. Era filla de Francisco d'Assís Osorio de Moscoso i Jordán de Urríes, XIX duc de Sessa, XIX duc de Maqueda, XIX marquès de Astorga, XII marquès de l'Àguila, XXI comte de Trastámara, XVI comte de Altamira, XXI comte de Cabra i de María dels Dolores Reynoso i Queralt, XI comtessa de Fuenclara.

1. Va casar amb Joaquín de Sentmenat i Sarriera, VIII marquès de Sentmenat, X marquès de Ciutadilla. No van tenir descendents, per la qual cosa va ser succeïda en el ducat pel seu net:

- Luis María Gonzaga de Casanova-Cárdenas i Baró, V duc de Santángelo, XXII duc de Maqueda, XI marquès d'Elx, comte de Lodosa, comte de Valhermoso i comte de Monteagudo de Mendoza.

També va ser, fins a la seva destitució en 2011, XXII duc de Maqueda i baró de Liñola (de tots dos títols va ser destituït en favor de la seva germana María del Pilar Paloma de Casanova-Cárdemas i Baró, XII duquessa de Maqueda, marquesa de la Vila de Sant Román, comtessa de Cabra i baronessa de Liñola.
1. Va casar amb Mónica d'Habsburg-Lorena, filla de Otón d'Habsburg-Lorena, Cap de la Casa d'Habsburg-Lorena per ser fill primogènit de l'emperador Carlos I d'Àustria.

ACTUAL DUC DE SANTÁNGELO

## Nota
- Baltasar Carlos de Casanova-Cárdenas i Habsburg-Lorena, XII marquès d'Elx, fill primogènit del V duc de Santángelo, és actualment el presumpte hereu del ducat de Santángelo.